# Xavier Lluís Chavarria
Xavier Lluís i Chavarria (Tortosa, 8 de març de 1993) és un bibliotecari i escriptor català.
Les seves narracions han estat reconegudes en diversos premis literaris d’arreu del país, entre els quals s’hi troben el Premi Imagina un Amor, convocat per l'Associació d’Escriptors en Llengua Catalana, i que ha rebut en dues ocasions (2018 i 2019), el Premi Llibres Ebrencs de Móra d’Ebre, el Premi Bolleré de Blanes o el Premi Solstici de Taradell, entre d'altres. El mes d'abril de 2020 guanya el III Premi Literari Vila de Porreres per la seva obra Les vides excepcionals dels passatgers, un recull de 12 relats curts.

## Obra
- Les vides excepcionals dels passatgers. Palma: Edicions Balèria, 2020. 129 p. (Col·lecció Novel·la). ISBN 9788412153743